# سفارة البرازيل في واشنطن العاصمة
سفارة البرازيل في الولايات المتحدة هي التمثيلية الرسمية وسفارة البرازيل في الولايات المتحدة.

## مقالات ذات صلة
- سفارة فنزويلا في واشنطن العاصمة
- سفارة ألمانيا في واشنطن العاصمة
- سفارة الأرجنتين في واشنطن العاصمة

## روابط خارجية
- سفارة البرازيل في واشنطن العاصمة. (بالإنجليزية)
- سفارة البرازيل في واشنطن العاصمة. (بالبرتغالية)